# Running Free
«Running Free» (с англ. — «Бегущий свободно») — первый сингл британской хеви-метал-группы Iron Maiden, выпущенный 8 февраля 1980 года в формате 7-дюймовой пластинки со скоростью вращения 45 оборотов в минуту. Песня написана Стивом Харрисом и Полом Ди’Анно, на дебютном альбоме появляется третьей по счёту композицией. В 1985 году концертная версия песни была выпущена отдельным синглом к альбому Live After Death. В 1990 году оригинальный сингл был переиздан на компакт-диске и 12" диске как часть бокс-сета The First Ten Years. В этом случае релиз был объединён со следующим по порядку синглом группы — «Sanctuary». Выпускавшийся в рамках этого же бокс-сета сингл 1985 год с концертной версией песни был совмещён с версией 1985 года «Run to the Hills».

## О песне
По воспоминаниям автора текста «Running Free» Пола Ди’Анно: «Это очень автобиографическая песня, хотя, конечно, я никогда не проводил ночь в лос-анджелесской тюрьме. Она о 16-летнем возрасте, когда тебя переполняет энергия, дикость и стремление убежать куда-то, и там свободно бегать. Она происходит из тех моих дней, когда я был скинхедом». В качестве примера для подражания был использован барабанный ритм инструментальной композиции «Rock and Roll Part 2» Гари Глиттера, который немного ускорили. Стив Харрис вспоминает: «„Running Free“ появилась, когда я положил рифф на основной барабанный бит Дуга Сэмпсона. Часть в середине я собрал из множества собственных битов. Мы считали, что мы пробуем и делаем нечто непохожее. Большинство песен имеют гитарное соло в середине. Но мы всегда старались делать всё немножко по-другому. Таким образом, мы задумали использовать вместо соло гитарный проигрыш, состоящий из гитарных гармоний и риффов».

## Содержание и варианты издания
Би-сайд «Burning Ambition» был записан в ноябре 1979 год в Wessex Studios под руководством продюсера Гари Эдвардса ещё в качестве квартета, то есть до прихода Денниса Стрэттона и Клайва Барра. Это одна из самых ранних композиций Харриса, написанных ещё во времена его предыдущей группы Gypsy’s Kiss. Одна из редких записей, где можно услышать Дуга Сэмпсона на ударных, и единственная изданная группой в рамках собственной официальной дискографии (демоверсии «Wrathchild» и «Sanctuary» с Сэмпсоном на ударных также были реализованы на сборнике Metal for Muthas). Гитарное соло в этой песне исполнено Дэйвом Мюрреем. «Burning Ambition» не была включена ни в один альбом группы до выхода компиляции Best of the 'B' Sides, выпущенного в составе бокс-сета Eddie’s Archive. Также она появилась в виде саундтрека к документальному фильму The History of Iron Maiden — Part 1: The Early Days.
Для японского рынка первый сингл группы включал «Prowler» на стороне «А» и «Running Free» на стороне «Б». Для конверта использовалась отцензурированная версия обложки сингла «Sanctuary».
Песни для концертного сингла были записаны в ходе всемирных гастролей World Slavery Tour, на двух концертных площадках: лондонском Hammersmith Odeon в октябре 1984 года и калифорнийской Long Beach Arena, расположенной в городе Лонг-Бич, в марте 1985 года. Для 7-дюймового сингла были использованы американские записи. Титульная песня отличалась от восьмиминутного оригинала, вошедшего на Live After Death, и была сокращена до трёх минут, за счёт удаления продолжительного взаимодействия Брюса Дикинсона с аудиторией. Би-сайдом к семидюймовой версии стал, не вошедший в полноформатный концертный диск, «Sanctuary». В 12-дюймовой версии вторым треком на стороне Б шёл «Murders in the Rue Morgue», записанный в Hammersmith Odeon.

## Оформление
Конверт сингла стал широко известен как первое официальное появление маскота группы — Эдди, хотя его лицо затемнено, поскольку группа не хотела раскрывать его до выхода полноформатного альбома. На обложке изображено, как в заваленной мусором подворотне лохматый, взъерошенный, зомбиобразный монстр, вооружённый розочкой, надвигается на молодого человека. Тот в панике убегает навстречу подобному монстру, от лица которого изображена сцена. На стене за спиной убегающего юноши видны граффити с названиями групп (таких как Scorpions, Judas Priest, AC/DC, Sex Pistols и Led Zeppelin), а также слово «Hammers» — отсылка к футбольной команде «Вест Хэм Юнайтед». С обложки этого сингла началось многолетнее сотрудничество группы с Дереком Риггсом. Логотип художника нанесён на картонный ящик, стоящий между мусорными баками.
Фотографию для задней обложки сингла делал Росс Халфин. На ней запечатлено одно из ранних выступлений группы, причём за спиной барабанщика отчётливо виднеется маска Эдди, ещё совершенно не похожая на стереотипный образ Риггса.
Концертный сингл 1985 года также оформлен фотографиями Росса Халфина, сделанными во время турне World Slavery Tour. Это был первый раз в истории группы, когда лицевую часть конверта пластинки украшало не очередное изображение Эдди, а концертное фото (если не брать в учёт миньон Live!! + One, выпущенный исключительно для японского рынка).

## Восприятие
«Running Free» известна как один из наиболее традиционных рок-номеров группы, которую Мик Уолл характеризует как «апофеоз панк-метала для Iron Maiden», она до сих пор регулярно исполняется группой на концертах. В 1980-м, в момент выхода записи, британская музыкальная пресса по-разному приняла первую работу квинтета. Профильные издания, специализировавшиеся на тяжёлой музыке, в тот период ещё только формировались, знаменитый Kerrang! появится только через год с лишним. Мнения существовавших тогда разделились в зависимости от пристрастий редколлегии. New Musical Express и Melody Maker, ориентированные на поклонников постпанка, новой волны и пауэр-попа, поиронизировали над клишированностью звучания, предлагающего очередные вариации на тему перечисленных на обложке хеви-метал-идолов. Журналисты Record Mirror были более благосклонны. Даниэла Соаве, составлявшая в выпуске от 23 февраля 1980 года страницу с рецензиями синглов, заметила, что будь на её месте её коллега Ронни Гурр, ценитель данного стиля, он бы точно присвоил «Running Free» статус записи недели. Сама же Соаве охарактеризовала её как «мощный материал с плотным оглушительным басом и вихревыми гитарами, дополненный хриплым вокалом».
В ретроспективных рецензиях критики также отмечали связь с панк-роком и впечатляющую энергетику песни, словно созданной для хорового исполнения вместе с публикой на концертах. Влияние панка, по мнению рецензента AllMusic, отразилось в «сыром DIY-продюсировании, грубом рычащем вокале Пола Ди’Анно, больше похожего как внешне так и голосом на короткостриженного уличного хулигана, чем на классический образ „бога метала“», и полном отсутствии сложных инструментальных пассажей струнной секции, столь свойственных группе в дальнейшем. С оглядкой на последующее творчество британского ансамбля, студийная версия композиции признавалась как одна из самых простых, незатейливых, однообразных и даже самых слабых на всём альбоме.
Продав за первую неделю после выпуска 10 000 копий сингла, Iron Maiden дебютировала в национальном хит-параде страны на 46 месте. Всего песня продержалась в UK Singles Chart пять недель, достигнув 34 строчки, что стало значительным успехом для сравнительно неизвестной группы, не имевшей доступа к радиоэфиру.
Сингл 1985 года, выпущенный в поддержку первого полноформатного концертного альбома квинтета, добрался до 19 места британского профильного чарта, задержавшись в нём на 6 недель. Не осталось без внимания и переиздание синглов в рамках юбилейного бокс-сета The First Ten Years. Студийная и концертная версии песни отметились в рейтинге альбомов Великобритании на 10-м и 9-м местах соответственно.

## Список композиций
| №  | Название       | Автор(ы)                 | Длительность |
| -- | -------------- | ------------------------ | ------------ |
| 1. | «Running Free» | Пол Ди’Анно, Стив Харрис | 3:16         |

| №  | Название           | Автор(ы) | Длительность |
| -- | ------------------ | -------- | ------------ |
| 1. | «Burning Ambition» | Харрис   | 2:41         |

| №  | Название  | Автор(ы) | Длительность |
| -- | --------- | -------- | ------------ |
| 1. | «Prowler» | Харрис   | 3:55         |

| №  | Название       | Автор(ы)        | Длительность |
| -- | -------------- | --------------- | ------------ |
| 1. | «Running Free» | Ди’Анно, Харрис | 3:16         |

| №  | Название                                                                                      | Автор(ы)        | Длительность |
| -- | --------------------------------------------------------------------------------------------- | --------------- | ------------ |
| 1. | «Running Free» (запись с концерта в Long Beach Arena, Калифорния, США, 14–17 марта 1985 года) | Ди’Анно, Харрис | 3:26         |

| №  | Название                                                                                   | Автор(ы)                | Длительность |
| -- | ------------------------------------------------------------------------------------------ | ----------------------- | ------------ |
| 1. | «Sanctuary» (запись с концерта в Long Beach Arena, Калифорния, США, 14–17 марта 1985 года) | Харрис, Мюррей, Ди’Анно | 4:38         |

## Участники записи
| Сингл 1980 года Состав группы - Пол Ди’Анно — вокал - Стив Харрис — бас-гитара, бэк-вокал - Дэйв Мюррей — гитара, бэк-вокал только в «Running Free» - Деннис Стрэттон — гитара - Клайв Барр — ударные, только в «Running Free» - Дуг Сэмпсон — ударные, только в «Burning Ambition» Задействованный в производстве персонал - Уилл Мэлоун — продюсер, только в «Running Free» - Гари Эдвардс — продюсер, только в «Burning Ambition» - Дерек Риггс — дизайн обложки - Росс Халфин — фотограф | Концертный сингл 1985 года Состав группы - Брюс Дикинсон — вокал - Дэйв Мюррей — гитара - Эдриан Смит — гитара, бэк-вокал - Стив Харрис — бас-гитара, бэк-вокал - Нико Макбрэйн — ударные Задействованный в производстве персонал - Мартин Бёрч — продюсер, сведение - The Artful Dodgers — дизайн обложки - Росс Халфин — фотограф |

## Кавер-версии
На многочисленных трибьют-альбомах песню исполняли следующие исполнители:
- Iron Savior[30][31];
- Grave Digger[32];
- Year Long Disaster[англ.][33];
- Stone Sour[34];
- Hellbats[35];
- Nightstalker[36];
- Tea[37].

## Позиции в хит-парадах
| Название чарта                                                                 | Наивысшая позиция              | Пребывание в чарте             | Источник(и)                    |
| Сингл «Running Free» 1980 года                                                 | Сингл «Running Free» 1980 года | Сингл «Running Free» 1980 года | Сингл «Running Free» 1980 года |
| ------------------------------------------------------------------------------ | ------------------------------ | ------------------------------ | ------------------------------ |
| UK Singles Chart                                                               | 34                             | 5 недель                       | [ 26 ]                         |
| Концертный сингл «Running Free» 1985 года                                      |                                |                                |                                |
| UK Singles Chart                                                               | 19                             | 6 недель                       | [ 26 ]                         |
| Irish Singles Chart                                                            | 12                             | 3 недели                       | [ 38 ]                         |
| New Zealand Music Chart                                                        | 35                             | 3 недели                       | [ 39 ]                         |
| Suomen virallinen lista                                                        | 26                             | нет данных                     | [ 40 ]                         |
| Комплект из 2-х синглов «Running Free · Sanctuary» 1990 года                   |                                |                                |                                |
| UK Albums Chart                                                                | 10                             | 4 недели                       | [ 27 ]                         |
| Комплект из 2-х концертных синглов «Running Free · Run to the Hills» 1990 года |                                |                                |                                |
| UK Albums Chart                                                                | 9                              | 2 недели                       | [ 28 ]                         |